# توماس بالدوین
توماس بالدوین (متولد ۱۹۴۷) فیلسوف انگلیسی و استاد دانشگاه یورک انگلستان است. او مدرک دکترا و فوق لیسانس خود در فلسفه را از دانشگاه کمبریج دریافت کرده‌است. وی از سال ۲۰۰۵ سردبیر مجله ذهن بوده‌است. وی یکی از روسای انجمن ارسطویی مطالعات نظام مند فلسفه بوده‌است. زمینه‌های تخصص وی متافیزیک، فلسفه اخلاق، و فلسفه زبان است. بالدوین به تشریح و بررسی فلسفهٔ اخلاق جرج ادوارد مور، پدیدارشناسی موریس مرلو-پونتی، و فلسفه سیاسی جان رالز پرداخته‌است.